# 이영팔

## 생애
이영팔은 1968년 2월 25일 대한민국 경상북도 포항시에서 태어났다. 포항고등학교를 졸업한 뒤, 영남대학교 조경학과에서 학사 학위를 받았으며, 이후 동국대학교 행정대학원에서 행정학 석사 학위를 취득하였다.
1987년 1월 8일 해병대에 입대하여 복무하였으며, 1989년 5월 24일 병장으로 만기 전역하였다.
1995년 2월, 제8기 소방간부후보생 과정을 수료하고 서울특별시 소방위로 임용되었다.
초기에는 서울특별시소방학교 교관단장, 구조대책팀장 등을 역임하였고, 이후 강남소방서장, 중앙소방학교장 등을 거쳐, 2022년 경상북도 소방본부장으로 취임하였다.
그는 재임 중 대형 산불과 태풍, 광산 붕괴사고 등 재난 대응 지휘에서 두각을 나타냈다.  
2022년 3월에는 울진 산불 대응을 총괄하여 한울원자력발전소 및 LNG기지 방어에 성공하였으며,  
같은 해 9월에는 태풍 힌남노 당시 포항 지하주차장 수몰사건 구조작전을 현장에서 지휘하였다.
11월에는 봉화 광산 매몰 사고 구조 지휘관으로 참여해 지하 190m 고립자 2명을 9일 만에 생존 구조하는 성과를 거두었다.
2023년에도 실화재 훈련과 소통 중심의 조직문화 정착, 예천 집중호우 대응 등 다양한 재난 현장에서 현장 행정을 펼쳤다.
이후 2024년에는 소방청 119대응국장으로 임명되어 전국 단위 재난을 총괄하였으며, 같은 해 9월 1일 제11대 소방청 차장으로 승진하였다.
2025년에는 산업단지 및 다중이용시설에 대한 화재안전 현장점검을 주도하며, 재난 예방 중심의 현장 행정을 강화하고 있다.